# Северо-Кавказский филиал МТУСИ
Северо-Кавказский филиал ордена Трудового Красного знамени федерального государственного бюджетного образовательного учреждения высшего образования "Московский технический университет связи и информатики" (СКФ МТУСИ) — высшее учебное заведение, производит подготовку специалистов в отрасли связи на юге России.

## Названия
В июне 1967 года Приказом Министерства связи СССР от 03.06.67 г. № 403 «О состоянии заочной подготовки инженерно-технических работников связи и мерах по её улучшению» был образован Ростовский учебно-консультационный пункт Всесоюзного заочного электротехнического института связи (ВЗЭИС).
В июле 1974 года Приказом Министерства связи СССР от 15.07.74 № 360 Ростовский учебно-консультационный пункт ВЗЭИС был преобразован в Северо-Кавказский филиал ВЗЭИС.
В апреле 1988 года Приказом Министерства связи СССР от 01.04.88 г. № 51 Филиал был передан Одесскому электротехническому университету связи им. А.С.Попова (ОЭИС).
В связи с передачей с 01.01.92 г. Московского института связи в ведение Минсвязи РСФСР, а Одесского электротехнического института связи им. А.С. Попова в подчинение Госкомитета по связи при Кабинете Министров Украины, приказом Министерства связи СССР от 27.11.91 г. № 301, Северо-Кавказский филиал ОЭИС был переподчинен Московскому институту связи.
Распоряжением Правительства Российской Федерации от 18.01.92 г. № 99-р и приказом Министерства связи Российской Федерации от 24.01.92 г. № 60 Московский институт связи преобразован в Московский технический университет связи и информатики (МТУСИ). Филиал приобрел наименование: Северо-Кавказский филиал федерального государственного образовательного бюджетного учреждения высшего профессионального образования Московского технического университета связи и информатики (СКФ МТУСИ).
В связи с принятием Федерального закона от 29.12.2012 № 273-ФЗ «Об образовании в Российской Федерации», а также в соответствии с приказом ректора МТУСИ от 28.08.2015 №172-О, Северо-Кавказский филиал федерального государственного образовательного бюджетного учреждения высшего профессионального образования Московского технического университета связи и информатики переименован в Северо-Кавказский филиал ордена Трудового Красного Знамени федерального государственного бюджетного образовательного учреждения высшего образования «Московский технический университет связи и информатики» (СКФ МТУСИ).
Учредителем Филиала является Правительство Российской Федерации. Полномочия учредителя осуществляет Федеральное агентство связи.

## Направления подготовки и специальности[2]
Северо-Кавказский филиал Московского технического университета связи и информатики производит набор и обучение студентов по следующим направлениям (профилям) подготовки бакалавров: 
- 09.03.01 – Информатика и вычислительная техника

Профили:  Вычислительные машины, комплексы, системы и сети; Программное обеспечение и интеллектуальные системы;
- 11.03.02 – Инфокоммуникационные технологии и системы связи

Профили: Многоканальные телекоммуникационные системы; Сети связи и системы коммутации; Защищенные системы и сети связи; Системы радиосвязи и радиодоступа.

## История
В конце 60-х годов прошлого века в Ростовской области, как и во всей стране, связь становилась массовой и доступной. Динамично развивающаяся область потребовала большего количества специалистов квалификации «инженер». В те годы большинство инженеров связи Ростовской области составляли выпускники Одесского политехнического института. Однако этих специалистов было недостаточно, и в 1967 году для специалистов связи отрасли Ростова-на-Дону и Северо-Кавказского региона был открыт Учебно-консультационный пункт (УКП) Всесоюзного заочного электротехнического института связи (ВЗЭИС). Создателем и первым директором УКП была Любовь Кузьминична Никитина. Подготовка специалистов осуществлялась по специальностям: автоматическая электросвязь, радиосвязь и радиовещание (позже по этой специальности подготовка не велась), почтовая связь и экономика. Занятия проводились в лабораториях Ростовского политехникума связи. Там же, в стенах политехникума, размещалось и руководство УПК.
6 июня 1974 года решением коллегии Министерства высшего и среднего специального образования на базе учебно-консультативного пункта был открыт филиал Всесоюзного заочного электротехнического института связи. Статус филиала существенно расширил возможности учебного заведения, создавая возможности роста кадрового потенциала и создания своей учебно-лабораторной базы. Директором, образованного на базе УКП филиала, стал кандидат экономических наук Георгий Александрович Журкин.
В 1975 г. Филиал получил в своё распоряжение 2-й этаж в здании АТС-32 на 16-й улице города Ростова-на-Дону. Начались работы по созданию собственной учебно-материальной базы.
Вскоре в филиале сформировались факультеты, их было два: радиоинженерный и экономический. Деканом первого стал Бабанов И.А., второго - сначала Макаров Н.И., затем Вихров П.С. Факультеты примерно в таком виде просуществовали до 1993 года. Несколько раньше специалистов в области радио готовить перестали. Вместо этого была начата подготовка студентов в области почтовой связи. Преподаватели объединились в четыре предметно-методических комиссии: общенаучных, общетехнических, общественных и специальных дисциплин.
Филиал стремительно развивался, но проблема помещения стояла по-прежнему остро. Арендуемые помещения принадлежали городским телефонным сетям, которые, в свою очередь, развивались очень активно. В начале 80-х годов возникла ситуация, когда филиалу было предложено в кратчайшие сроки освободить занимаемые помещения АТС-32. Начался демонтаж оборудования, поиски нового здания, переезды. В районе «Лендворца» было найдено практически пустующее здание вечерней школы, в нем на условиях аренды были размещены лекционные классы. Помещения школы пришлось полностью переоборудовать. Помощь сотрудникам в переезде оказывали студенты. Далее удалось получить на время один из этажей здания, расположенного на улице Кулагина. И здесь пришлось делать ремонт и оборудование помещений под лабораторную базу. Одно время, в этом здании размещались также и деканаты. Размещение филиала в этот период завершилось следующим образом:
пер. Газетный, 59: администрация филиала, бухгалтерия, библиотека, деканат, учебный отдел и несколько лабораторий;
ул. Депутатаская, 10 - лекционные аудитории;
ул. Кулагина: лабораторные помещения и аудитории для проведения практических занятий.
Такое географическое расположение учебной базы вызывало определенные трудности, прежде всего в организации учебного процесса. Было очевидно, что дальнейшее продуктивное развитие филиала без собственного здания невозможно.
Осенью 1986 года Северо-Кавказскому филиалу ВЗЭИС было передано здание  Ростовского центрального телеграфа, расположенное по адресу ул. Серафимовича, 62. Здание было построено в 1913 году по проекту архитектора Любимова в стиле позднего классицизма, в настоящее время оно является памятником архитектуры и находится под охраной государства. Начались работы по подготовке нового здания к проведению в нем учебного процесса.
В 1987 году филиал возглавил кандидат технических наук, доцент Ерашов А.Н.
В апреле 1988 г. было принято решение о смене головного учебного заведения – СКФ был передан Одесскому электротехническому институту связи им. А.С.Попова. Взаимодействие с головным учебным заведением было налажено следующим образом: лекционные курсы читались преподавателями СКФ, а лабораторные работы по профилирующим дисциплинам и экзамены принимали преподаватели Одесского института. Методические указания предоставлялись головным учебным заведением. Год спустя вся организация учебного процесса была передана Северо-Кавказскому филиалу.
В 1991 году было принято решение о включении СКФ в структуру Московского института связи на правах филиала. В 1992 году Московский институт связи стал университетом. С этого времени филиал приобрел своё современное название: Северо-Кавказский филиал  Московского технического университета связи и информатики – СКФ МТУСИ.
До 1993 года филиал занимался только подготовкой студентов-заочников. В 1993 г. открывается подготовка студентов по очной форме обучения, сначала по специальности "Сети связи и системы коммутации", а в 1995 году - по специальности "Экономика и управление на предприятии (связи)". Также, в 1993 году на смену  предметно-методические комиссиям пришли кафедры. Это были кафедры общенаучной, общетехнической, гуманитарной подготовки и телекоммуникаций.
2000-2014 гг. — директор филиала профессор Ефименко Владимир Николаевич.
В период с 2014 по 2016 гг. директор Беленький Павел Павлович. При Ефименко занимал должность заместителя директора по учебной работе.
В 2016 году филиал возглавил Манин Александр Анатольевич, являющийся заведующим кафедры Сети связи и системы коммутации.
26 октября 2017 году в филиале отпраздновали юбилей, 50 лет со дня основания вуза. На торжественном собрании присутствовали почётные гости из организаций связи Ростовской области и Москвы.

## Руководство[4]
- Карасев Денис Николаевич — директор филиала
- Жуковский Александр Георгиевич[5] — заместитель директора по учебно-воспитательной работе
- Гуринович Станислав Михайлович — заместитель директора по административно-хозяйственной работе
- Демченко Лариса Юрьевна — главный бухгалтер

## Кафедры
- Кафедра общенаучной подготовки
- Кафедра инфокоммуникационных технологий и систем связи
- Кафедра информатики и вычислительной техники
- Кафедра информационной безопасности

## Лаборатории[6]
- Лаборатория Физики, Экологии, Безопасности жизнедеятельности (ауд. 401)
- Лаборатория Вычислительной техники, Информатики (ауд. 218)
- Лаборатория Направляющих систем электросвязи, Электропитания, Основ теории цепей (ауд. 312, 313)
- Лаборатория Теории электрической связи, Электроники, Основ схемотехники (ауд. 310)
- Лаборатория Систем радиосвязи и телевещания (ауд. 216)
- Лаборатория Сетей связи и систем коммутации (ауд. 217, 221)
- Лаборатория Передачи дискретных сообщений, Документальной электросвязи, Центр дистанционного заочного обучения (ауд. 214)
- Лаборатория Многоканальных телекоммуникационных систем (ауд. 304)
- Лаборатория мониторинга качества и эффективности образовательного процесса (ауд. 305)
- Лаборатория Современных методов управления

## Известные выпускники
- Лысов Денис Константинович [7] — вице-президент, директор макрорегионального филиала «Юг» ПАО «Ростелеком»
- Крушинин Алексей Валерьевич [8] — технический директор макрорегиона «Москва» Tele2
- Меликсетов Сергей Михайлович [9] — директор департамента фиксированной сети филиала ПАО «Мобильные ТелеСистемы» в Ростовской области
- Сидорцов Игорь Николаевич [10] — руководитель Управления Роскомнадзора по Ростовской области
- Кривошеенко Антон Анатольевич [11] — заместителя руководителя - начальник отдела надзора в сфере электросвязи и почтовой связи Управления Роскомнадзора по Ростовской области
- Лаврентьев Александр Арнольдович [12] — генеральный директор ОАО "РНИЦ по Ростовской области"
- Шипулин Александр Петрович [13] — вице-президент, директор макрорегионального филиала «Юг» ПАО «Ростелеком» в период с 2009 по 2017 гг.
- Паршиков Сергей Петрович — генеральный директор медиа-сервиса стриминговой платформы ООО "СИП-ТЕХНОЛОДЖИС"
- Метла Юрий Валентинович [14] — директор Ростовского филиала[15] ПАО «Ростелеком» в период с 2004 по 2013 гг.
- Мячин Сергей Сергеевич - Главный инженер-программист приложения Тиндер.
- Седович Владимир Андреевич - Заместитель министра цифрового развития, информационных технологий и связи Ростовской области.
- Талдыкина Елена Игоревна - Начальник отдела координации цифровой трансформации управления информационных технологий министерства цифрового развития, информационных технологий и связи Ростовской области.

В филиале имеется клуб выпускников.